# 李氏朝鮮の科挙制度

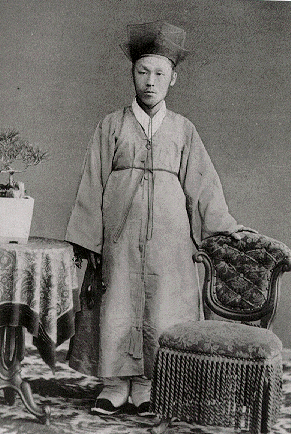
李氏朝鮮時代の科挙合格者の服装（写真の人物は金玉均）

李氏朝鮮の科挙制度（りしちょうせんのかきょせいど）では、李氏朝鮮で行われていた科挙制度について説明する。

## 概説
朝鮮王朝では官吏を選ぶために1392年に科挙制度を施行した。朝鮮王朝は性理学を理念にして、高麗末の少数の革命派新進士大夫たちによって建国された。彼らは自分の理想どおりすべての官吏を科挙を経て選抜しようとした。
官吏に登用されてこそ出世することができた当時には、官吏の任用制度としての科挙が大きく注目された。この後趙光祖の主張による薦挙制である賢良科が導入された短い時期を除けば、李氏朝鮮の全期間にわたり定期的に科挙が実施された。科挙も高麗の制度に倣って、文科・武科・雑科に大きく区分したが、文を崇尚する傾向は前と同じで、普通は科挙と言えば文科を指すほどその比重が大きかった。したがって賎人は勿論、同じ両班でも庶孽出身は応試することができないようにした。身分上では一般庶民である良人と両班だけが応試することができたが、良人が及第した事例は少なく、大概純粋な両班たちだけが合格の栄光を享受するようになった。
この一方で武科は身分上の制約をずっと緩和して、武官の子孫を含め郷吏や一般庶民で武芸に才能がある者には応試することができる機会を与えた。雑科は職業的な技術官の登用試験だったので、都と地方官庁で養成される生徒らが応試した。両班たちは雑科に応じなかったし、一般庶民や賎人はこれに参与することができなかった。したがって雑科は一定の身分階級に世襲・独占されることで、彼らによっていわゆる中人という身分層が形成された。初期にはすべての合格者に白牌という証明書を支給したが、後に文科と区別するために文科合格者には紅牌を支給した。
科挙に合格すれば、合格者のための放榜の儀式が勤政殿庭で催され、王が紅牌と御賜花を第一及第者（壮元）をはじめとして順位どおり下賜する。そして及第者の父母のための祝宴を官で催して、及第者たちは3日間街を回って祝祭を開く。壮元の人たち同士の集まりを竜頭会と言って、官職を引き受けて去る時に送る餞送宴をする。
甲午改革における1894年の銓考局条例によって、実質的に廃止された。

## 科挙のための教育
李氏朝鮮時代に官僚として出世することができる正常な方法は、まず科挙に合格することにあったので、自然に教育も科挙の準備に重点を置くようになった。また科挙の考試科目であるとともに建国初期から政教の根本理念に採択された儒学は立身揚名の唯一の道具で両班階級によって監督された。したがって教育も大部分科挙の応試資格を具備している両班の子弟に限定されていた。彼らは大概幼い時書堂で儒学の初歩的な知識を学んで、15・16歳以前にソウルは四学（「東学」「西学」「南学」「中学」の総称）、地方は郷校に入って行って勉強し、何年か後に科挙の小科に応試、これに合格すれば成均館に入学する資格を得た。
ソウルにある成均館と四学は中央政府に直属し、郷校は各州県で管轄した官学で、相互間に上下の連絡系統が立っているのではなく、各々独立された教育機関の性格を帯びていた。すなわち成均館の入学資格は生員・進士だったが、生員・進士は四学や郷校を経なくてもなることができた。また成均館の儒生には文科に応試する資格とその他さまざまな特典を与えたが、それでも成均館を経た者だけに文科の応試資格が付与されたのではなく、その外の人々もいくらでも試験は受けることができた。これら官学の中で、成均館だけは末期までずっと最高学府としての施設と権威を維持したが、四学と郷校は後世に徐々に衰退して有名無実となり、その代わりに私塾として書堂以外に書院が気勢をふるうようになった。

## 科挙の手続き
科挙の試験手続きを調べて見ると、まず文科は小科と大科に大別されたが、小科はまた初試・覆試の2段階、大科はまた初試・覆試・殿試の3段階に分けられていて、全部で5段階を順に経てのみ文科及第になることが原則だった。しかしこの5段階を経ずに大科の殿試と同等な資格を受けた科挙には、謁聖文科及び成均館儒生が受けていた泮製・節日製・黄柑製・館学儒生応製などがある。
武科は小科と大科の区別がない単一科として、初試・覆試・殿試の3段階があるだけだった。雑科もやはり武科と同じく小科・大科の区別がない単一科だったが、初試と覆試の2段階にだけ分けて試験を受けることが武科と違った。一方、文科と武科は定期的な式年試以外にもさまざまの科挙を施行して多くの人材を登用したが、雑科は需要人員が多くないために科挙では式年試以外に増広試があっただけだった。
李氏朝鮮では時代が下るにつれ各種の名目で科挙がたびたび実施された結果、ここに合格しても登用されることができない場合が多かった。また科挙試験場には、他人の文を剽窃したり、本を持ち込むとか、試験問題を前もって知るなど、あらゆる不正行為が公然と盛行した。そのため科挙の権威は地に落ち、これに対する論難がひどくて、科挙の弊端を是正せよという建議も多かったが、一度曇り始めた制度の欠陥は抑えることができなかった。これと並行して賄賂と情実、門閥の高下、党派の所属によって及第と落第が決定されたので、科挙制度は極度に乱れるほかなかった。1894年の甲午改革時には、軍国機務処で因習的な社会経済面に対する革新政策中の一つとして、科挙制度を廃止して新しい官吏登用法を作ることに議決するに至った。
科挙は良人以上なら誰も応試が可能だった。しかし、文科では貪官汚吏の子弟や再嫁した女子の息子そして庶孽の応試を禁じた。清要職には文科合格者だけが任用が可能で、庶孽たちはこのため、正祖の時に訴請運動を通じて一部奎章閣検書官に登用された。

## 科挙の種類
科挙には3年ごとに一回定期的に施行した式年試があり、その他に臨時に行われる科挙として増広試・別試・庭試・謁聖試・春塘台試、特別な人に限られる宗親科・忠良科・耆老科、地方別に行われる外方別科・道科などがあり、また一時、人材を登用するために抜英試・登俊試・箋文試・進賢試・賢良科・擢英試などが行われたこともあった。
生員科は高麗時代にもあった。試験は中国の経籍で行い、ここに合格した者を生員と言った。生員とは大体に科挙の予備考査のような性格を帯びたと言える。しかし生員はソンビとしての社会的地位を公認され、進士と共に下級官職に就くこともできた。しかし、成均館に入学する資格を付与することを本来の目的に実施した科挙である。小科または司馬試とも言う。高麗時代の国子監試と陞補試を継承したもので、進士試は前者を、生員試は後者を継承して成立された制度である。
高麗では、明経試とともに進士科を一番重要視し、登用される範囲が一番広かった。李氏朝鮮では小科初試の一分科としてソウルと地方で実施した。試験科目は、詩・賦・表・箋・策問などだった。これに合格した者は進士と言って初級文官に任命されることができたし、同時に継続して中級官吏の登用に応試する資格と成均館に入学する資格が与えられた。
李氏朝鮮の科挙制度には文科と武科があって、文科はまた小科と大科に区別された。
初試は朝鮮時代覆試に応試する人を選抜する科挙の第1次試験だった。一名、郷試。初試はこれら各科の最初の試験として、覆試・殿試を受ける前年の秋に各地方で実施したが、定期的な試験であるこのような式年試の外に増広試・謁聖試などにも初試があった。
殿試は君主の親臨のもと行われた科挙である。高麗恭愍王の時に初めて元の郷試・会試・殿試の3段階考試制度を採用して施行したものだが、その内容は具体的には分からない。これが李氏朝鮮に継承されて完全に制度化された。
李氏朝鮮時代の文科試験には小科と大科があり、大科はまた初試・覆試・殿試に分けられたが、殿試はこの中で最終試験だった。法典に規定された殿試の種類を見れば、式年文科殿試・増広文科殿試・別試文科殿試・庭試文科殿試などと、外に武科にも殿試があった。
式年文科殿試は大科の覆試合格者33名をそのまま及第するようにするが、対策・表・箋・箴・頌・制・詔・論・賦・銘の中の1篇の製述で甲科3名、乙科7名、丙科23名の等級を定めた。
試験官には、議政1名、従2品官以上2名が読券官、正3品官以下4名が対読官になった。増広文科殿試の額数は式年文科殿試と同じ33名で、大増広には7名をさらに選んだ。別試文科殿試・庭試文科殿試の額数は一定せず、その都度定めた。しかし試験科目と試験官は皆式年文科殿試と同じだった。
武科殿試は覆試合格者28名をそのまま合格するようにするが、騎撃毬・歩撃毬で甲科3名、乙科5名、丙科20名の等級を決めた。
試験官は2品以上の文官1名と武官2名、堂下官の文官1名と武官2名を派遣して試取するようにして、議政1名を命官にしたが、専任議政や1品官で代理できることもあった。しかし武科殿試の試験官は時代と場所によって多少変動があり、また武科殿試には君主が親臨しない場合が多かった。
増広試は李氏朝鮮で国に慶事がある場合に行った臨時科挙制度である。1401年から実施された。本来は王の登極を祝賀する意味で即位年やその翌年に実施したが、宣祖の時からはその範囲が拡大され、王の長男誕生・王妃冊礼の時も実施された。その手続きは式年試と同じで、生進初試・生進覆試・文科初試・文科覆試・文科殿試の5段階に分けられて試験科目も同じだった。
科挙には初めて官職に就こうとする人だけではなく、もう官職にある人に昇進の機会を与えた制度もあった。式年試・増広試などの小科には通徳郎以下で科挙を経てない官員は応試することができたし、文科や武科には通訓大夫以下の官員が応試することができた。これに合格すれば、各々その等級によって元来の官階より何官階かずつ上げてくれた。例えば『経国大典』には、官職にある人で大科に応試して合格すれば甲科第1人は4階、甲科第2・3人は3階、乙科は2階、丙科は1階ずつ各々加えてくれるという規定があった。そして10年に一回ずつ文・武の堂下官のために設置された重試という科挙もあった。
上で述べた科挙とは違い、人材を登用する試験制度として取才があった。両班の子孫親戚や京衙前である録事・書吏などに官職を与えるために実施された。科挙と違う点は一定の官階以上に昇進することができないように制限したことだった。また録事・書吏も初めには取才によって選抜したし、下級守令や外職の教授・訓導・駅丞・渡丞などを任用するための取才もあった。
武科系統にも取才の制度があり、武科の合格者でまだ官職のない人を登用しようとしたり解職された人を再び任命する必要などがある時に実施した。この外に宣伝官・内禁衛・親軍衛・甲士・隊正・破敵衛などでも必要に応じてその要員を試取した。
雑科には訳・医・陰陽・律科の4科があった。これは司訳院・典医監・観象監・刑曹など各官署の技術官員を採用するためのもので、これには初試・覆試の二段階があった。大体その格が文科や武科に比べて低く、また所要人員が少なかったので式年試と増広試があるだけだった。
この外に初期には僧侶の資格を与えるために国家の公認下、禅・教の両種で独自に実施した僧科という試験制度があったりした。
蔭叙は、本人の学徳や先祖の特殊な功勲に基づいて官吏に叙用できた制度である。高麗の時から既に蔭叙はあり、李氏朝鮮でも踏襲された。ところで李氏朝鮮においては蔭叙で官吏に任用される規定がずっと厳しくなって、科挙を通じないで栄達する道はずっと難しくなったわけだ。

## 試験内容
文科の初試では五経義（五経に関する解釈）や四書疑（四書の疑義に関する論述）、賦・頌・銘・咸・記・表・箋（いずれも中国の古体）などの筆記・論述試験、覆試では四書三経の口述試験、殿試では表・箋・頌・制・詔などの筆記・論述試験が行われた。武科では講書（経書の説明）の他に武芸として木箭・鉄箭・片箭・騎射・騎槍などがあり、殊に文禄・慶長の役以後は鉄砲の実技が必須化した。